# Općina Sodražica
Općina Sodražica (slo.: Občina Sodražica) je općina u južnoj Sloveniji u pokrajini Dolenjskoj i statističkoj regiji Jugoistočna Slovenija. Središte općine je naselje Sodražica sa 769 stanovnika. 

## Zemljopis
Općina Sodražica nalazi se u južnom dijelu države. Općina se pruža ispod planine Travne Gore. 
U općini vlada oštrija, planinska varijanta umjereno kontinentalne klime. U općini nema većih vodotoka. Veći broj vodotoka je u vidu ponornica. Najveći vodotok je rječica Bistrica.

## Naselja u općini
Betonovo, Globel, Janeži, Jelovec, Kotel,  Kračali, Kržeti, Lipovšica, Male Vinice, Nova Štifta, Novi Pot, Petrinci, Podklanec, Preska, Ravni Dol, Sinovica, Sodražica, Travna Gora, Vinice, Zamostec, Zapotok, Žimarice

## Vanjske poveznice
- Službena stranica općine